# Sheperd Doeleman
Sheperd « Shep » S. Doeleman (né le 26 janvier 1967) est un astrophysicien américain. Ses recherches portent sur les trous noirs super massifs avec une résolution suffisante pour observer directement l'horizon des événements. 
Il est chercheur principal au Centre d'astrophysique Harvard & Smithsonian et directeur fondateur  du projet Event Horizon Telescope (EHT). Il dirige l'équipe internationale de chercheurs qui produit la première image directement observée d'un trou noir,.
Doeleman est désigné comme l'une des 100 personnes les plus influentes du magazine Time en 2019.

## Biographie
Il est né à Wilsele en Belgique de parents américains. La famille retourne aux États-Unis quelques mois plus tard, et il grandit à Portland (Oregon). Il est ensuite adopté par son beau-père Nelson Doeleman.
Il obtient un BA au Reed College en 1986, puis passe un an en Antarctique à travailler sur plusieurs expériences de sciences spatiales à la station McMurdo. Il obtient ensuite un doctorat en astrophysique au Massachusetts Institute of Technology (MIT) en 1995 ; sa thèse est intitulée Imaging Active Galactic Nuclei with 3mm-VLBI. Il travaille à l'Institut Max-Planck de radioastronomie à Bonn et retourne au MIT en 1995, où il est ensuite directeur adjoint de l'observatoire Haystack,.
Ses recherches portent en particulier sur les problèmes nécessitant un pouvoir de résolution ultra-élevé. Il est connu pour avoir dirigé le groupe de plus de 200 chercheurs d'instituts de recherche de plusieurs pays qui ont produit la première image de synthèse d'ouverture d'un trou noir.
Il est boursier Guggenheim en 2012 , reçoit le prix de physique fondamentale en 2020, le prix Bruno-Rossi en 2020 et la médaille Henry-Draper en 2021, partagée avec Heino Falcke.
En 2023, il recoit le Prix Georges-Lemaître,.